# Clanricarde

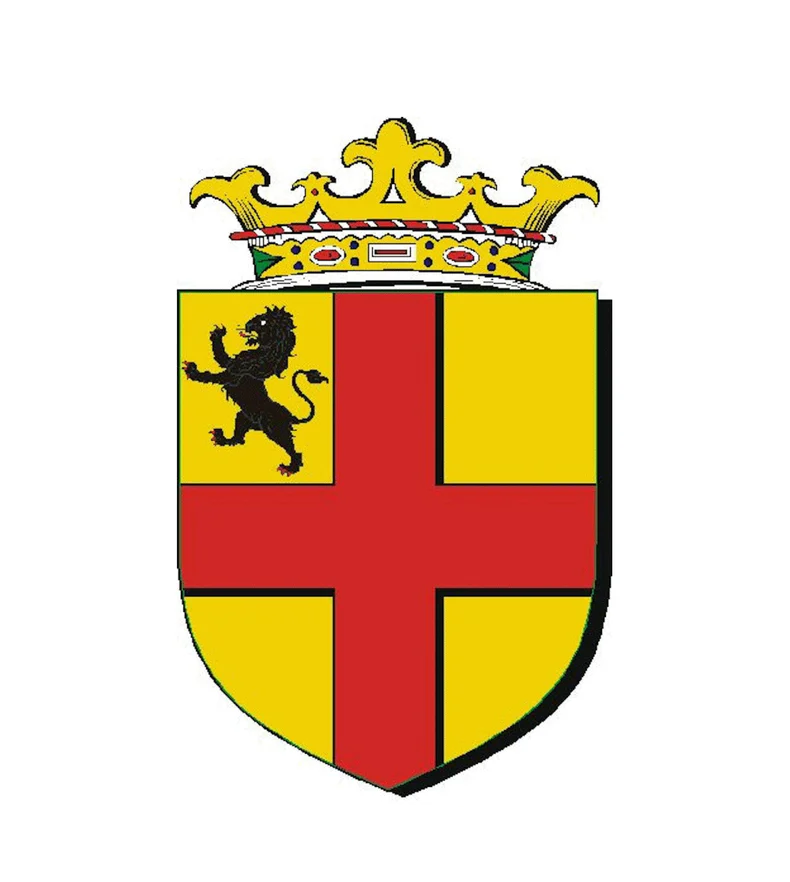
Blasón de la familia Burke.

Clanricarde, también conocida como Mac William Uachtar (Mac William de Arriba) o los Burkes de Galway, era una rama parcialmente gaelizada de la normanda de Casa de Burke en Irlanda.

## Territorio
El territorio, en el actual Condado de Galway, Irlanda, se extendía de la baronía de Clare en el noroeste a lo largo de las fronteras del Condado Mayo, hasta el Río Shannon en el este. Los territorios dependientes incluían a los Uí Maine, Kinela, país de Bermingham, Síol Anmchadha y Sil Muirdeagh del sur.

## Título
El Clanricarde es un nombre gaélico que significa "la familia de Richard", o "(cabeza de) la familia de Richard".  El Richard en cuestión era el hijo ilegítimo de William de Burgh, cuyo tataranieto fue el primer Clanricarde en los años 1330. El título aparece por vez primera en 1335, y se usó informalmente durante varias generaciones. Sin embargo, con el advenimiento de la Guerra civil de Burke se comenzó a utilizar para indicar la cabeza de los Burke de Arriba o Connacht sur, establecidos ampliamente en lo que ahora es el centro y el este del condado de Galway. Simultáneamente se utilizaba para indicar las tierras en posesión de la familia.
El título Mac William Uachtar era también utilizado como sinónimo. Es un título gaéllco que significa "hijo del William de Arriba (de Burgh)". Se usó para diferenciar a los Burke del sur de Connact de los Bourkes del norte de Connacht, que eran conocidos como Mac William de Abajo.
Sin embargo, nunca fue usado tan popularmente como Clanricarde y fue abandonado a finales del siglo XVI.
En 1543 el entonces Clanricarde fue creado Conde de Clanricarde por Enrique VIII.

## Clanricardes o Mac William Uachtar 1333-1544
- Sir Ulick Burke, reinó 1333-1353
- Richard Óg Burke 1353-1387
- Ulick Un Fhiona Burke, 1387-1424
- William mac Ulick Burke 1424-1430
- Ulick Ruadh Burke 1430-1485
- Ulick Fionn Burke 1485-1509
- Richard Óge Burke 1509-1519
- Ulick Óge Burke 1519-1520
- Richard Mór Burke 1520-1530
- John mac Richard Mór Burke 1530-1536
- Richard Bacach Burke 1536-1538
- Ulick na gCeann Burke 1538-1544

## Árbol familiar
```
  
Walter de Burgh
 
  |
  |____________________________________________
  |                                           |
  |                                           |
 
William de Burgh
, murió 1205.    Hubert de Burgh, 1.º Conde de Kent, d. 1243. 
  |                                       (Descendencia: John y Hubert)
  |_________________________________________________________________________________________________________
  |                                                         |                                             |
  |                                                         |                                             |
 
Richard Mór de Burgh
, 1.º Barón de Connaught  Hubert de Burgh, Obispo de Limerick, d. 1250.   
Richard Óg de Burgh
 
  |                                                                                                       |
  |                                           ____________________________________________________________|
 de Burgh Condes de Úlster,                   |                  |                   |
 Burke de Castleconnell, 
Condado Limerick
     |                  |                   |
 Mac William Iochtar Bourke de 
Mayo
        Hubert             William             Richard
                                              |                  |                   |
                                              |                  |                   |_________________
                                       Clan Mac Hubert?  Richard an Fhorbhair        |                |
                                                                 |                   |                |
  _______________________________________________________________|               Sir David Donn  Sir William Ruad
  |                                           |         |                            |                    d.1327.
  |                                           |         |                     Clan Mac David
  
Ulick Burke de Annaghkeen
, d. 1353.      Raymond  Walter Óge
  |
  |
  Richard Óg Burke, d. 1387.
  |
  |
  Burke de 
Clanricarde
```